# Ливерпул (Пенсилванија)
Ливерпул (енгл. Liverpool) град је у америчкој савезној држави Пенсилванија.

## Демографија
По попису из 2010. године број становника је 955, што је 79 (9,0%) становника више него 2000. године.
| Група             | 2000.       | 2010.       |
| Белци             | 857 (97,8%) | 918 (96,1%) |
| Афроамериканци    | 0 (0,0%)    | 5 (0,5%)    |
| Азијати           | 6 (0,7%)    | 10 (1,0%)   |
| Хиспаноамериканци | 8 (0,9%)    | 6 (0,6%)    |
| Укупно            | 876         | 955         |